# Gert Peens
Gert Jacobus Peens (Germiston, 22 marzo 1974) è un rugbista a 15 e allenatore di rugby a 15 sudafricano, internazionale per l’Italia, in carriera estremo.

## Biografia
Giunse in Italia nel 1993 ivi ingaggiato dal Frascati, per poi passare dopo due anni al Rugby Roma, poi Amat. & Calvisano e successivamente Piacenza.
A Piacenza conobbe colei che divenne sua moglie nel 2001e gli permise la naturalizzazione, rendendolo così idoneo a giocare per la Federazione italiana; esordì in Nazionale sotto la gestione Johnstone nel Sei Nazioni 2002 (tre match). In occasione del match con l'Irlanda, giocato a Dublino, si mise in mostra per un drop goal spettacolare calciato da quasi 55 metri di distanza dai pali.
Fino al 2006, sotto la nuova guida tecnica di Pierre Berbizier, fu impiegato in azzurro: prese parte, in totale, a 3 edizioni del Sei Nazioni e marcò 22 calci piazzati, 18 conversioni e un drop goal per un totale di 105 punti in 23 incontri di cui 15 da titolare.
Dal 2004 al 2009 militò a L’Aquila, club nel quale realizzò più di 750 punti in campionato.
Tornato a Piacenza in serie A1 nel 2009, dopo la crisi della società, nel gennaio 2010 si trasferì all'Asti in serie A2; al termine del semestre ad Asti rientrò nella città emiliana per la stagione 2010-11.
A luglio 2011 Peens fu giocatore-allenatore all'Alessandria in serie B e, nel 2012-13, analogo incarico ricoprì nell'Amatori Alghero.
Nell'estate 2014 fu a Lecce alla Svicat, ma la stagione terminò con la retrocessione dei pugliesi.
Fu, ancora, a Piacenza nella stagione di serie B 2015-16.